# 父よ、あなたはえらかった〜1969年のオヤジと僕
『父よ、あなたはえらかった〜1969年のオヤジと僕』（ちちよ、あなたはえらかった〜1969ねんのオヤジとぼく）はTBSテレビ系で2009年11月16日に放送されたJNN50周年記念スペシャルドラマ。脚本は浅野妙子。

## あらすじ
ある日、父（小野寺利一）と就職問題のことで口論になった次男・優は、学生運動が盛んだった1969年にタイムスリップしてしまい若き日の父、母と出会う。

## キャスト
※出典
- 小野寺利一

62歳：西田敏行
21歳：堤下敦（インパルス）
- 小野寺優：加藤成亮
- 小野寺春美

62歳：泉ピン子
21歳（山田春美）：相武紗季
- 上条靖春

62歳：神田正輝
22歳：忍成修吾
- 相原美佐江

62歳：銀粉蝶
22歳：上野なつひ
- 杉本常務：小野武彦
- 野村達也：温水洋一
- 金井勇太、久保酎吉、佐野泰臣、兼子和大、八十田勇一、千葉雅子、花王おさむ、ちすん、後藤康夫、青木和代、花原照子、奥田崇、大塚秀記、岩田明、黒田浩史、日高勝郎、深寅芥、白石朋也、伊藤毅、田中清貴、小沢ミナコ、工藤史子、田島茂樹

## スタッフ
※出典
- 制作：TBS
- 脚本：浅野妙子
- 主題歌：岡林信康「友よ」
- プロデューサー：鈴木早苗
- 演出：清弘誠